# جيمس ويتوورث
الدكتور جيمس وايتورث هو رسام كاريكاتير وكاتب على المستوى الوطني. تظهر الرسوم الكاريكاتورية اليومية له في الصحف في جميع أنحاء المملكة المتحدة من اسكتلندا إلى جنوب إنجلترا، بما في ذلك صحيفة شيفيلد ستار وادنبره نيوز المسائية. يقوم برسم كاريكاتير إخباري أسبوعي لصحيفة شيفيلد تلغراف بالإضافة إلى المساهمة في المؤلف، هاي فاي نيوز، كوبر (في أمريكا) ودالسمان. ساهم في الرسوم الكاريكاتورية لمجموعة واسعة من المنشورات بما في ذلك Private Eye(الذي كتب له الكبح أيضا)، بروسبكت، فينيكس والإندبندنت.
كما نشر رسم كاريكاتوري أسبوعيا بعنوان «مدينة الصلب» استمر لمدة 150 أسبوعًا 2017-2019.
قام بتجميع كتاب عن الرسوم الكاريكاتورية لوالده (رالف وايتوورث) لاقى استحسانًا كبيرًا، وقام بتوضيح عدد من الكتب.

## تعليمة
ولد في شيفيلد، المملكة المتحدة، وتلقى تعليمه في مدرسة تابتون وجامعة شيفيلد هالام، حيث تخرج بشهادة في اللغة الإنجليزية والأدب. كما أنه حاصل على درجة الدراسات العليا في اللغة الإنجليزية. في عام 2021 حصل على درجة الدكتوراه من جامعة شيفيلد عن تاريخ كرتون سياسي بريطاني.

## أعماله
ويتوورث هو صحفي كتب لمجموعة واسعة من المجلات والصحف بما في ذلك الميزات العادية لصحيفة شيفيلد تلغراف، وكذلك الأسواق على الإنترنت. وقد كتب أيضًا نسخة لشركات دولية مثل Adobe و Hewlett-Packard.
إنه ضيف منتظم على راديو بي بي سي وظهر على التلفزيون. وقد نشرت أعماله في العديد من البلدان، بما في ذلك الولايات المتحدة (بما في ذلك الكتب المدرسية)، وقد أوضح عددا من الكتب.
ينظر إلى عمل ويتورث بانتظام في صالات العرض وكان لديه ثلاثة معارض منفردة. في عام 2013 تعاونت ويتورث مع الفنان الكندي ويلدجو في معرض للاحتفال بالذكرى المئوية من الفولاذ المقاوم للصدأ. ويتوورث هو رسام الكاريكاتير الرسمي ليوم Record Store.
ويتورث هو أيضا مؤلف سلسلة من روايات الجريمة في شمال يوركشاير مدينة ويتبي. أول ثلاث روايات هي «تلميذ الموت» و «عشية القتل» و «عطاء للموت». تم نشر العنوان الرابع "Better the Devil You Know" في مايو 2015.
تم نشر رواية خامسة بعنوان "Murder on the Record" في مايو 2017. تم تكليف رواية سادسة للنشر في خريف 2022.
ويتوورث محاضرات في الصحافة في جامعة شيفيلد. وهو محاضر مساعد في جامعة شيفيلد هالام، جامعة ديربي، ليدز ترينيتي، وهدرسفيلد. يقوم بتدريس الشؤون العامة للمتدربين في NCTJ. كما نشر على نطاق واسع في تاريخ الرسوم الكاريكاتورية في الصحف وكذلك تحدث في المهرجان الأدبي.